# Рено Лавіллені
Рено Лавіллені  (фр. Renaud Lavillenie, [ʁə.no la.vi.lə.ni] або [la.vil.ni], 18 вересня 1986) — французький легкоатлет, олімпійський чемпіон, світовий рекордсмен зі стрибків з жердиною в приміщенні.

## Виступи на Олімпіадах
| Олімпіада           | Дисципліна         | Місце |
| ------------------- | ------------------ | ----- |
| Лондон 2012         | стрибки з жердиною | 1     |
| Ріо-де-Жанейро 2016 | стрибки з жердиною | 2     |

## Світові рекорди
15 лютого 2014 року на змаганнях «Зірки жердини» (Донецьк, Україна) Рено Лавіллені встановив світовий рекорд для стрибків із жердиною у приміщенні, стрибнувши на висоту 6 м 16 см. Сергій Бубка, рекорд якого протримався майже 21 рік, спостерігав за змаганнями і щиро привітав нового рекордсмена.